# StarCraft II: Heart of the Swarm
Starcraft II: Heart of the Swarm is een real-time strategy computerspel ontwikkeld door Blizzard Entertainment en is een uitbreiding en vervolg op StarCraft II: Wings of Liberty.
Heart of the Swarm is het tweede deel in de Starcraft II trilogie en volgt Sarah Kerrigan met haar Zerg swarm. Heart of the Swarm werd op 12 maart 2013 uitgebracht voor Microsoft Windows en Mac OS X op dvd-rom en via Battle.net.

## Verhaal
Het verhaal van Heart of the Swarm gaat verder waar Wings of Liberty eindigde. Het begin vindt plaats in een onderzoeksfaciliteit waar kroonprins Valerian Mengsk tests aan het uitvoeren is op Sarah Kerrigan om te bepalen hoeveel van haar vaardigheden over zijn gebleven.
Net na de tests wordt de faciliteit aangevallen door de Dominion, en Kerrigan en Valerian ontsnappen in Jim Raynors schip, de Hyperion, maar Raynor is achtergelaten en gevangen door de Dominion, die in een nieuwsuitzending vertellen dat Raynor is geëxecuteerd. Kerrigan is woest en wil wraak op de keizer van de Dominion: Arcturus Mengsk en gaat de Zerg swarm weer samenvoegen. Hiervoor moet ze meerdere planeten langs om de swarm weer bij elkaar te krijgen en sterker te maken.

## Gameplay
Het spel bevat twintig missies in de campaign mode plus zeven evolutie missies, waarin de speler kan kiezen wat voor vaardigheden bepaalde units krijgen. De speler speelt in meerdere missies ook met Kerrigan, een held die ervaring kan opdoen om sterker te worden. In Heart of the Swarm moet de speler net als in Wings of Liberty werkertjes maken die mineralen en gas verzamelen, wanneer de speler genoeg grondstoffen heeft krijgt deze toegang tot steeds duurdere en geavanceerde technieken om gevechtseenheden te bouwen. Het doel is om de vijand te verslaan.
In de multiplayer van het spel is net als in Wings of Liberty te spelen als de Terran, Zerg en de Protoss. Elk van deze rassen heeft nieuwe eenheden gekregen, bij de Terran zijn dat de Widow Mine en de Hellbats. Bij de Zerg zijn het de Swarm Host en de Viper en voor de Protoss zijn het de Oracle, Tempest en Mothership Core.
Er waren eerst meerdere units per ras, maar deze zijn uiteindelijk door Blizzard verwijderd omdat de balans tussen de rassen te moeilijk werd. Deze weggehaalde units komen echter wel terug in de singleplayer campaign van Heart of the Swarm.
Deze nieuwe units zorgen voor nieuwe tactieken en zorgen ervoor dat het speltempo in vergelijking met Wings of Liberty is veranderd.
Naast deze units zijn er ook nieuwe map elementen toegevoegd, zoals de rock pillar. Dit is een toren met rotsen die vernietigd kan worden en dan omvalt om een bepaald pad te blokkeren. De stenen die dan zijn omgevallen kunnen dan nog een keer vernietigd worden om het pad weer open te maken, maar dit kost tijd.
Ook de user interface is aangepakt. Zo staat er nu hoeveel werkertjes er op welk soort mineraal zitten en is de nieuwe menustijl ook doorgevoerd in het uiterlijk van de user interface.

## Ontwikkeling
De ontwikkeling van Starcraft II was op 19 mei 2007 aangekondigd en in 2008 zei Blizzard Executive Vice President Rob Pardo dat Starcraft II een trilogie zou gaan worden, beginnend met Wings of Liberty die de focus bij de Terran zou leggen. Gevolgd door Heart of the Swarm die de Zerg volgt en als laatste Legacy of the Void die de Protoss zal gaan volgen.
Het ontwikkelteam van Blizzard was al begonnen met Heart of the Swarm toen Wings of Liberty nog afgerond moest worden.
Naast de nieuwe gameplay elementen is ook de game engine aangepakt. Zo is de Zerg Creep verbeterd en is de User Interface flink veranderd. Heart of the Swarm heeft echter wel dezelfde hardware specificaties als Wings of Liberty.
Blizzard Entertainment heeft veel samengewerkt met de spelers en professionele spelers op het gebied van balans. Zo zijn er voordat het spel uit kwam meerdere beta versies rondgegaan onder de professionele spelers die hun feedback konden geven en alvast aan de game konden wennen.
Met oog op de professionele gaming wereld heeft Blizzard play from replay toegevoegd. Wanneer een spel ergens vastloopt kan het spel opnieuw worden gestart en vanaf een bepaald punt verder worden gespeeld. Bij het eerste toernooi in Heart of the Swarm werd deze functie gelijk gebruikt. Spelers kunnen nu ook op elk werelddeel inloggen en spelen zonder dat ze hier een nieuw exemplaar van Starcraft II voor hoeven aan te schaffen, er is ook een clan systeem toegevoegd en unranked matchmaking is ook te vinden in het matchmaking menu.
Na de ontwikkeling blijft Blizzard elke week ondersteuning geven aan de game, zo is er elke woensdagochtend serveronderhoud en komen er elke maand patches uit die problemen uit het spel helpen en de balans verbeteren.
Vanaf 15 juli 2015 is Heart of the Swarm een stand-alone game geworden, waardoor de vereiste om ook Wings of Liberty te bezitten dus vervalt.

## E-sports
Starcraft II: Heart of the Swarm is een van de meest populaire games op e-sports gebied. In Zuid-Korea zijn er zelfs meerdere televisiezenders die zich uitsluitend bezighouden met het uitzenden en organiseren van e-sportevenementen.
Er zijn verschillende e-sportcompetities en toernooien, bekende evenementen zijn: Major League Gaming (MLG), Global Starcraft II League (GSL), World Cyber Games (WCG), Dreamhack en Intel Extreme Masters (IEM). Op deze toernooien zijn ook commentatoren aanwezig, sommige van deze zijn bekend in de Starcraft II-gemeenschap en verzorgen het commentaar tijdens de wedstrijden.
Met Heart of the Swarm is Blizzard gestart met de Starcraft II World Championship Series (WCS). Het is een serie van evenementen waar uiteindelijk een wereldkampioen Starcraft II uit zal komen. De grote broadcasters ESL, MLG, OGN en GOMTV zullen samenwerken om deze toernooien te streamen en van commentaar te voorzien. De evenementen zijn gesplit in de werelddelen Europa, Amerika en Korea en dan de uiteindelijke WCS Global finale.

## Kritiek
Ook al kreeg Heart of the Swarm goede recensies, was er ook de nodige kritiek. Zo zou de balans bij het uitbrengen van het spel niet goed zijn.
Het grootste punt van kritiek gaat uit naar het verhaal van Heart of the Swarm. De vele plot twists lijken hetzelfde te zijn als in een andere Blizzard game: Warcraft III.